# Paterskerk (Rekem)

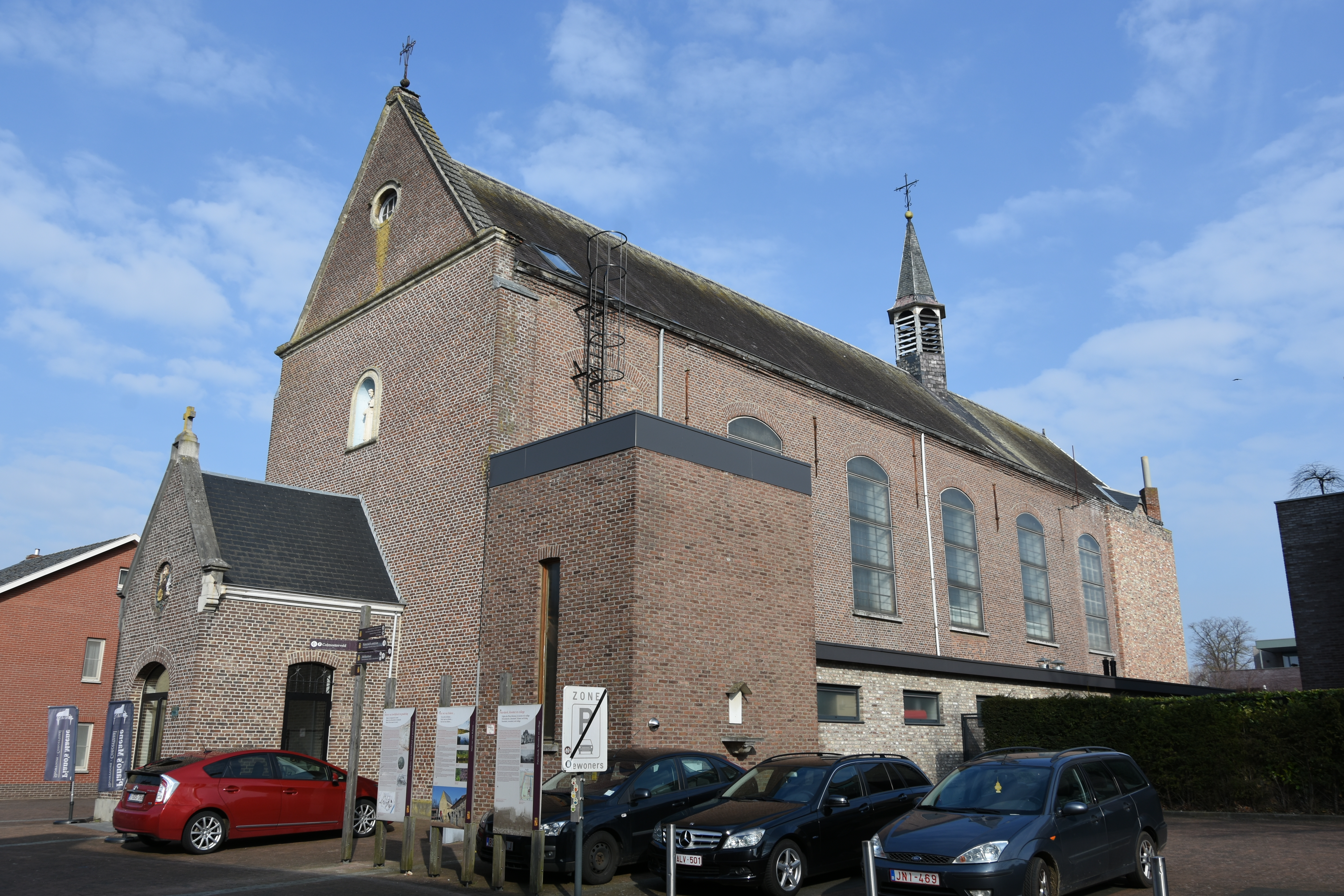
De Paterskerk

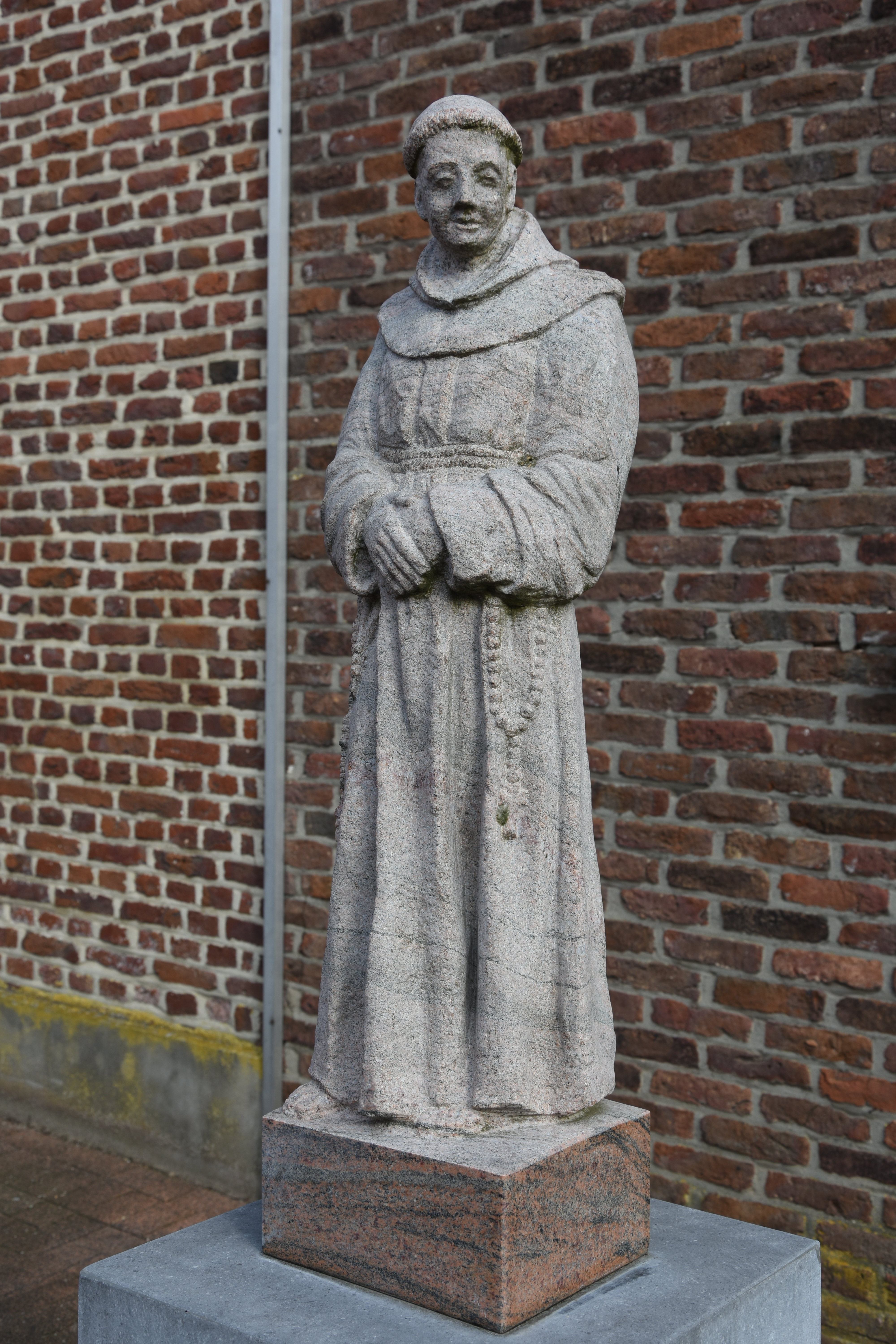
Beeld van een minderbroeder voor de kerk

De Paterskerk, (ook Minderbroederskerk genoemd) oorspronkelijk een kloosterkerk van het minderbroedersklooster van de minderbroeders in de Belgische plaats Rekem, is een sobere bakstenen zaalkerk in classicistische stijl.
Op het zadeldak van leisteen staat een bescheiden dakruitertje als toren. Ten oosten van het koor bevonden zich de kloostergebouwen. Het kloosterdomein was vanouds omgracht en omvatte ook moestuinen en boomgaarden. De kloosterkerk is nog aanwezig, evenals enkele sterk aangepaste kloostergebouwen. De rondboognis bevat een beeld van Franciscus van Assisi. Het portaal en een aangebouwde kapel zijn 20e-eeuws.
Het klooster werd gesticht in 1707, en de kloosterkerk werd ingewijd in 1710. De laatste paters verlieten Rekem in 2004 en brak men de schoolgebouwen af. De kerk is sinds 1994 beschermd. Anno 2018 heeft het gebouw een commerciële functie.

## Galerij

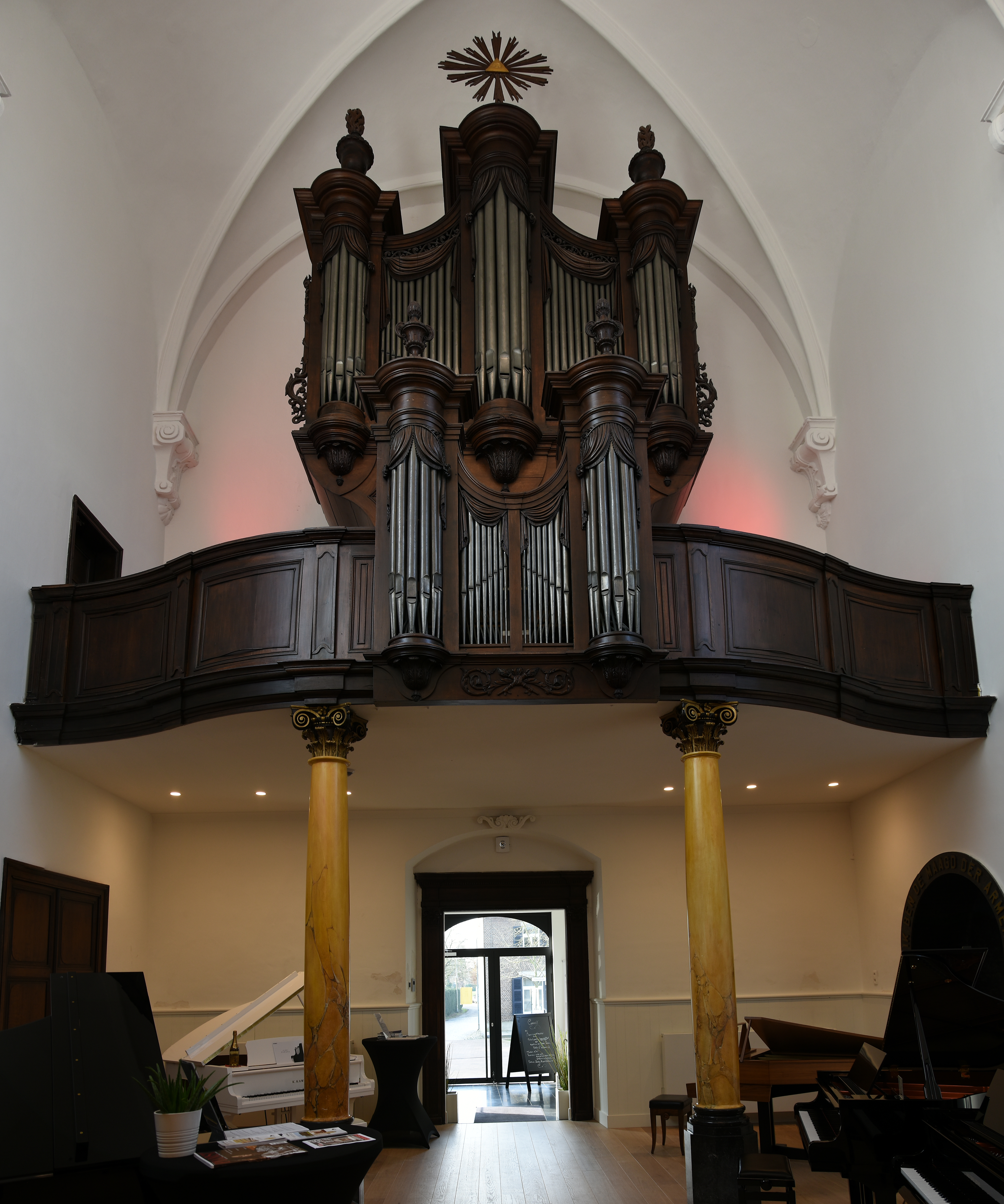
Het kerkorgel

## Bron
- Infofiche Onroerend Erfgoed